# رباط غرابي ترقوي
الرباط الغرابي الترقوي (بالإنجليزية: Coracoclavicular Ligament)‏ يعمل على توصيل الترقوة بالناتئ الغرابي للوح الكتف، وهو يتكون من حزمتين: الرباط شبه المنحرف والرباط شبه المخروطي اللذان لهما علاقة من جهة الأمام مع العضلة تحت الترقوية و العضلة المثلثة (الدالية)، وفي الخلف مع العضلة شبه المنحرفة.
الرباط الغرابي الترقوي ليس جزءا من المفصل الأخرمي الترقوي، ولكنه عادة ما يوصف معه لأنه أكثر وسيلة فعالة لإبقاء الترقوة على اتصال مع الأخرم. الرباط الغرابي الترقوي هو أقوى مُوازن للمفصل الأخرمي الترقوي.

## وصلات خارجية
- Diagram at ouhsc.edu